# Herman Frazier
Pour les articles homonymes, voir Frazier.
Herman Ronald Frazier (né le 29 octobre 1954 à Philadelphie) est un athlète américain spécialiste du 400 mètres.

## Carrière d'athlète
Sélectionné pour les Jeux olympiques d'été de 1976, il se classe troisième de la finale du 400 mètres derrière le Cubain Alberto Juantorena et son compatriote Fred Newhouse, puis remporte en fin de compétition la médaille d'or du relais 4 × 400 mètres aux côtés de Benjamin Brown, Fred Newhouse et Maxie Parks, devançant notamment la Pologne et la République fédérale d'Allemagne. Il s'illustre par ailleurs lors des Jeux panaméricains de 1975 et 1979 où il décroche le titre du relais 4 × 400 m. Étudiant en science politique à l'Université d'État de l'Arizona, il remporte le titre NCAA du 400 m en 1977

## Reconversion
Membre du Comité national olympique américain, il est élu vice-président en 1996, et est nommé par la suite chef de mission de la délégation américaine lors des Jeux olympiques d'été de 2004. Herman Frazier a également dirigé la section athlétisme de l'Université d'Alabama, puis de l'Université d'Hawaii.

## Palmarès
| Date | Compétition        | Lieu     | Résultat | Discipline |
| ---- | ------------------ | -------- | -------- | ---------- |
| 1975 | Jeux panaméricains | Mexico   | 1er      | 4 × 400 m  |
| 1976 | Jeux olympiques    | Montréal | 3e       | 400 m      |
| 1976 | Jeux olympiques    | Montréal | 1er      | 4 × 400 m  |
| 1979 | Jeux panaméricains | San Juan | 1er      | 4 × 400 m  |